# Мелітопольська радіощогла
Мелітопольська радіощогла — телекомунікаційна щогла заввишки 200 м, споруджена у 1959 році в Мелітополі.

## Характеристика
Висота вежі становить 200 м. Висота над рівнем моря — 33 м. Розташована поруч з телевежею.